# Kapteyn b
Kapteyn b is een mogelijke  in 2014 ontdekte exoplaneet die om de rode dwerg Kapteyn's ster draait op ongeveer 13 lichtjaar van de zon. Kapteyn b ligt binnen de geschatte bewoonbare zone van zijn ster.
De planeet is waarschijnlijk een superaarde van 4,5 keer de massa van de aarde. De omlooptijd bedraagt 121,3 dagen en de baan heeft een  halve lange as van 0,311 AU-afstand.

Het systeem zelf is naar schatting 11,5 miljard jaar oud, aanzienlijk ouder dan de zon.
Het bestaan van deze planeet is nog niet bevestigd. Het signaal wordt mogelijk veroorzaakt door rotatie van de ster. 
De Ster van Kapteyn heeft nog een mogelijke planeet, namelijk Kapteyn c.